# Cryptasterina pacifica
Cryptasterina pacifica is een zeester uit de familie Asterinidae.
De wetenschappelijke naam van dit taxon werd in 1977 gepubliceerd door Ryoji Hayashi.